# Club Can't Handle Me
„Club Can't Handle Me“ je píseň amerického hiphopového zpěváka Flo Rida. Píseň pochází z jeho třetího studiového alba Only One Flo (Part 1) a je součástí soundtracku k filmu Step Up 3D. Produkce se ujali producenti David Guetta a Frédéric Riesterer.

## Hitparáda
| Země        | Umístění |
| ----------- | -------- |
| Austrálie   | 3        |
| Španělsko   | 4        |
| Kanada      | 4        |
| Finsko      | 5        |
| Anglie      | 1        |
| Nový Zéland | 3        |
| USA         | 9        |
| Česko       | 4        |

| "Beautiful Monster" od Ne-Yo | Anglické #1 hity 15. srpna~21. srpna 2010 | "Green Light" od Roll Deep |